# VOC Amsterdam
VOC Amsterdam er en hollandsk håndboldklub, der blev blev grundlagt i 2006. Holdet spiller til dagligt i Eredivisie, hvor de senest i sæsonen vandt ligaen.